# Группа галактик

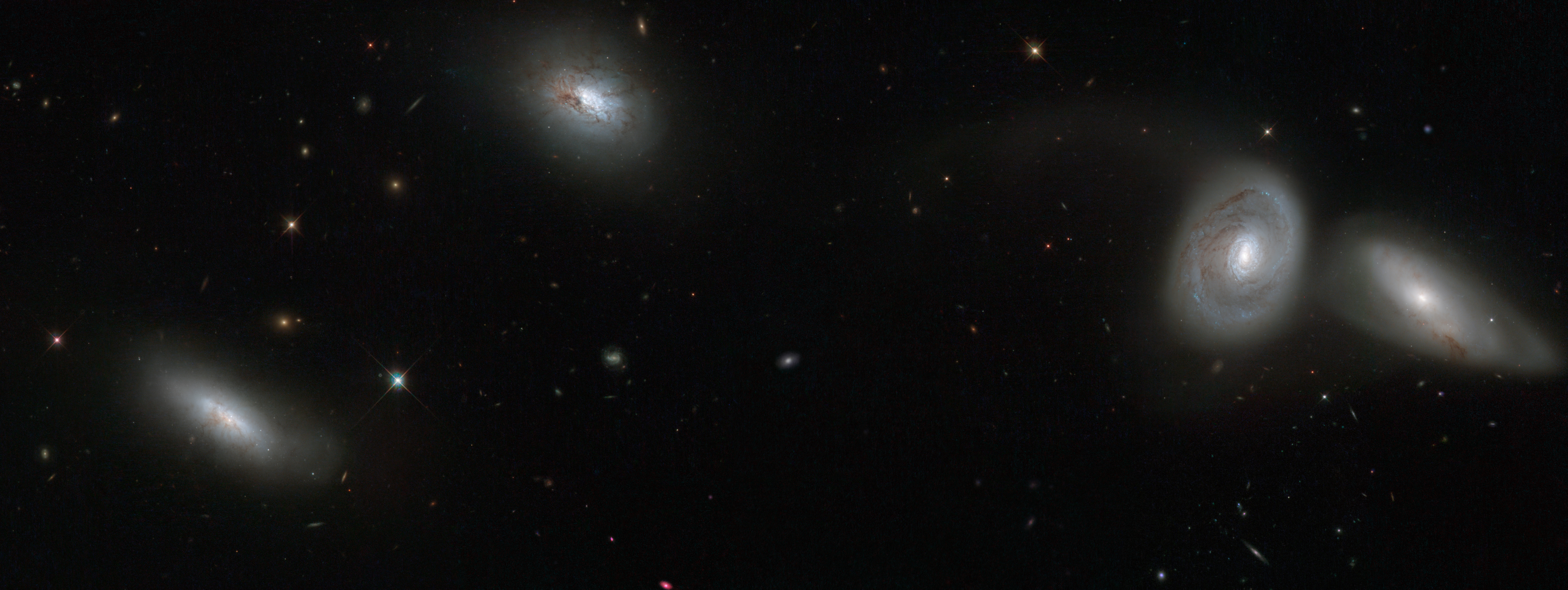
Снимок четырёх из семи галактик группы HCG 16.

Группа галактик — скопление галактик первого порядка (не путать с термином «скопление галактик», относящимся к более крупным космическим структурам). Группа галактик, как правило, включает в себя не более 50 объектов, яркость каждого из которых порядка яркости галактики Млечный Путь. Диаметр группы галактик обычно не превышает 2 мегапарсеков, а её масса — 10 триллионов солнечных масс, но бывают и более крупные группы галактик. Группы и скопления галактик, в свою очередь, могут образовывать сверхскопления галактик.
Наша Галактика является частью группы галактик под названием Местная группа.

## Характеристики
Группы галактик — наиболее распространенные структуры галактик во вселенной, включающие порядка 50 % от общего числа галактик. В иерархии крупномасштабной структуры Вселенной группы галактик являются наименьшей по размеру единицей скоплений галактик. Как правило, группа галактик состоит не более чем из 50 галактик и имеет диаметр от 1 до 2 мегапарсек (Мпк). Масса средней группы галактик составляет порядка 10 триллионов солнечных масс, светимость — примерно в 10 миллиардов раз превосходит солнечную, разброс скоростей для отдельных галактик составляет около 150 км/с. Данные характеристики не являются жёстким определением группы галактик, поскольку некоторые более крупные и массивные скопления галактик иногда классифицируются как галактические группы.
Диапазон масс группы галактик заключён между массами отдельных очень больших эллиптических галактик и массами скоплений галактик. Примерно половина групп галактик нашей Вселенной являются источниками диффузного рентгеновского излучения, которое исходит из внутригалактических облаков плазмы. Галактики — источники рентгеновские лучи, содержат в своей структуре галактики, сформировавшиеся в начале эволюции Вселенной. Рентгеновское излучение исходит из зон, расположенных внутри групп галактики и имеющих протяженность в 10-50 % от радиуса групп, который в среднем составляет порядка 50-500 килопарсек.

## Типы групп галактик
Выделяют несколько подтипов групп галактик.

### Компактные группы

Квинтет Стефана, снимок с космического телескопа Уэбб

Компактная группа, как правило, состоит из небольшого числа галактик (обычно около пяти) и расположена в непосредственной близости от других галактик и их образований. Первой компактной группой галактик был Квинтет Стефана, открытый в 1877 году французским астрономом Эдуаром Стефаном. Квинтет Стефана назван в честь компактной группы из четырёх галактик плюс несвязанная галактика переднего плана. В 1982 году Пол Хиксон сформировал каталог HCG, включающий порядка 100 групп галактик.
Компактные группы галактик наглядно демонстрируют влияние тёмной материи, поскольку их наблюдаемая масса значительно меньше, чем требуется для гравитационного удержания галактик в связанной группе. Компактные группы галактик не являются динамически стабильными в течение времени Хаббла, что свидетельствует об их эволюции в результате слияния на временных промежутках порядка возраста Вселенной.

### Ископаемые группы
В англоязычной литературе выделяется тип «ископаемых» (англ. Fossil) групп галактик, этот термин пока не имеет аналога в русскоязычной традиции. «Ископаемые» группы галактик являются конечным результатом слияния галактик в пределах их обычной группы. Физический процесс, сопровождающий слияние галактик (потеря момента и кинетической энергии вследствие гравитационного взаимодействия с окружающим веществом) получил название динамическое трение, оно впервые подробно обсуждалось С. Чандрасекаром в 1943 году.. Таким образом, «ископаемые» группы представляют большой интерес для изучения процессов образования и эволюции галактик и внутригалактической среды в изолированной системе. «Ископаемые» группы могут содержать ещё не прошедшие слияния карликовые галактики, но более массивные объекты этих групп сливаются в центральной галактике.
Ближайшая к Млечному Пути ископаемая группа — NGC 6482, эллиптическая галактика в созвездии Геркулеса, расположенная на расстоянии примерно 180 миллионов световых лет.

### Протогруппы
Протогруппы — это группы галактик, которые находятся в процессе формирования. Они содержат галактики и протогалактики, заключённые в гипотетические гало тёмной материи, которые находятся в процессе слияния в групповые образования.

## Список
| Местная группа                                                              | Включает Млечный Путь, где находится Солнечная система                                  |
| Квинтет Стефана                                                             | Группа из пяти галактик в созвездии Пегаса.                                             |
| Квартет Роберта                                                             | Компактное скопление галактик в созвездии Феникса.                                      |
| Группа Пуля                                                                 | Название получила от скопления галактик Пуля, русскоязычное название пока не устоялось. |
| Это неполный список групп галактик, более полный находится в другой статье. |                                                                                         |